# Lénaïc (prénom)
 (décembre 2023).
Si vous disposez d'ouvrages ou d'articles de référence ou si vous connaissez des sites web de qualité traitant du thème abordé ici, merci de compléter l'article en donnant les références utiles à sa vérifiabilité et en les liant à la section « Notes et références ».
Pour les articles homonymes, voir Lénaïc.
Lénaïc, et ses variantes comme Lénaïck ou Lénaïg, est un prénom d’origine bretonne : Lenaig, formée de Lena et du suffixe diminutif -ig.  Diminutif de Lena, considéré comme une variante bretonne de Hélène, d'origine grecque. Comme beaucoup de prénoms bretons, c'est un prénom mixte.
Selon la seconde hypothèse, Lénaïck est un prénom breton francisé, diminutif de Lena, qui signifie en breton ancien « grand troupeau », puis « riche » par dérivation.[réf. nécessaire]
Autres écritures :
- Laenaïc ;
- Lenaig, Lenaïg, Lénaïg ;
- Lenaic, Lenaïc, Lénaïc ;
- Lenaick, Lenaïck, Lénaïck ;
- Lenaik, Lenaïk, Lénaïk ;
- Leynaïck.

## Fêtes
- La fête de Sainte Hélène : 18 août